# Narbonska Galija

Narbonska Galija (latinsko: Gallia Narbonensis), rimska provinca na ozemlju sedanjih francoskih pokrajin Languedoc in Provansa v južni Franciji. Poznana je bila tudi kot  Transalpska Galija (Gallia Transalpina), ki je prvotno obsegala tisti del Galije, ki je ležal, gledano iz Italije, na "drugi (zahodni) strani Alp". Rimska provinca je postala v poznem 2. stoletju pr. n. št.  kot prvo obsežno rimsko ozemlje izven Italije. Na jugu je mejila na Sredozemsko morje, na zahodu  in severu pa na Sevene in Alpe.

## Ime
Provinca s prvotnim imenom Transalpska Galija se je preimenovala v Narbonsko Galijo po glavnem mestu rimske kolonije Narbo Martius (sedanji Narbonne), ki je bila ustanovljena leta 118 pr. n. št.. Rimljani so kolonijo imenovali Naša provinca (Provincia nostra) ali preprosto Provinca (Provincia). Njeno ime se je ohranilo v imenu sedanje francoske pokrajine Provanse.

## Nastanek
Rim je do sredine 2. stoletja pr. n. št. veliko trgoval z grško kolonijo Masalija (sedanji Marseille) na južni obali Galije. Masalijo so  ustanovili kolonisti iz Fokide in  je bila v tistem času že nekaj sto let staro in  cvetoče mesto. Sredozemska obalna mesta so v tistem času stalno ogrožala močna galska plemena s severa, predvsem Arverni in Alobrogi, zato je Rim z Masalijo sklenil zavezništvo, s katerim se je obvezal, da bo ščitil mesto pred lokalnimi Galci, v zameno pa je zahteval ozek pas ozemlja, po katerem bi zgradil cesto od Italije do Iberskega polotoka. Ker je Masalce bolj zanimalo uspešno trgovanje kot njihova ozemeljska celovitost, so rimsko ponudbo sprejeli. Rimljani so zgradili cesto Via Domitia in leta 118 pr. n. št. ustanovili kolonijo Narbo Martius, sedanji Narbonne, ki je kmalu postala glavni trgovinski konkurent Masilije. Kolonija Narbo Martius je postala temelj, na katerem se je kasneje razvila provinca Transalpska Galija.
Leta 123 pr. n. št. je rimski general Kvint Fabij Maksim, ki je kasneje dobil pridevek Alobroški, porazil Alobroge in Arverne pod kraljem Bituitom. Poraz je zelo oslabil Arverne in zagotovil varnost v Narbonski Galiji.

## Kasnejša zgodovina
Oblast v  Narbonski Galiji in njen stik z Italijo je dala rimski državi več prednosti, med njimi nadzor nad cesto Vio Domitio od Italije do Iberskega polotoka, blažilnik pred napadi plemen iz Galije in nadzor nad donosnimi trgovskimi potmi po dolini Rone, po kateri se je stekalo blago iz Galije proti Masaliji. Iz njenega glavnega mesta Narbo je Julij Cezar leta 58 pr. n. št. začel svoje galske vojne.   
Regija je postala rimska provinca leta 121 pr. n. št., najprej pod imenom Transalpska Galija. Takšno ime so ji dali zato, da so jo razlikovali od Cisalpske Galije na italijanski vzhodni strani Alp. V času drugega triumvirata sta bili  Narbonska in Transalpska Galija ločeni ozemlji: Narbonski Galiji in Hispaniji je vladal Mark Emilij Lepid, Transalpski in Cisalpski Galiji pa Mark Antonij.